# Hans Stießberger
Hans Stießberger(* 31. März 1920 in Haar; † 15. August 2008) war ein deutscher Kommunalpolitiker und Unternehmer, der sich durch sein gesellschaftliches Engagement in der Gemeinde Haar auszeichnete.

## Leben
Hans Stießberger war Sohn eines Sägewerk-Besitzers. Im Jahr 1950 begann sein gemeindepolitisches Engagement mit der Gründung der Parteilosen Interessengemeinschaft Haar, die nach der folgenden Kommunalwahl mit Hans Pinsel den Bürgermeister stellte. Von 1952 bis 1996 war Hans Stießberger Mitglied des Haarer Gemeinderats, ab 1956 für die CSU. Außerdem war er ab 1960 Mitglied des Kreistags des Landkreises München und zeitweilig dessen Finanzreferent.
Hans Stießberger bekleidete die Ämter des Baureferenten von Haar sowie von 1966 bis 1984 des 2. Bürgermeisters der Gemeinde. In seine Amtszeit fielen der Bau des Haarer Freibads und der Wohnsiedlung am Jagdfeldring. Ehrenamtlich war er im Verwaltungsrat der Kreissparkasse München und in der Freiwilligen Feuerwehr der Gemeinde, zeitweilig als deren Kommandant, tätig.
Hans Stießberger wurde für sein Engagement mehrfach ausgezeichnet. Er erhielt das Bundesverdienstkreuz am Bande sowie den Ehrenring des Landkreises München und ist Ehrenbürger der Stadt Haar. Nach ihm ist in Haar die Hans-Stießberger-Straße benannt.
Hans Stießberger verstarb am 15. August 2008 im Alter von 88 Jahren und wurde auf dem Friedhof an der Gronsdorfer Straße in Haar beigesetzt.